# Alexander Christoforowitsch Reder
Alexander Christoforowitsch Reder (russisch Александр Христофорович Редер; * 30. Januarjul. / 11. Februar 1809greg.; † 26. Novemberjul. / 8. Dezember 1872greg. in St. Petersburg) war ein russischer Verkehrsingenieur, Geometriker und Hochschullehrer.

## Leben
Reder absolvierte in St. Petersburg die Militär-Verkehr-Bauschule (Abschluss 1827), worauf er zum Studium am Institut des Verkehrsingenieur-Korps abkommandiert wurde. Nach dem Abschluss des Studiums als Porutschik 1830 wurde er in das Karten-Depot der Kommission für Projekte und Finanzpläne versetzt.
Beteiligt war Reder an dem von Iwan Buttatz durchgeführten Projekt für den Neubau der Anitschkow-Brücke, die 1841 eröffnet wurde.
1837 war Reder zum Lehrer für Darstellende Geometrie am 1832 gegründeten Institut für Zivilingenieure ernannt worden. Er stellte die Praxis des Technischen Zeichnens in den Mittelpunkt und war ein führender Vertreter der  Axonometrie. Auch lehrte er 1852–1862 am St. Petersburger Technologischen Institut, an dem sein Bruder Karl 1843–1852 Zeichenlehrer war.
Nach der Neuorganisation des Instituts für Zivilingenieure 1864 war Reder ordentlicher Professor des Lehrstuhls für Darstellende Geometrie.
Reder war Vollmitglied der Kaiserlichen Freien Ökonomischen Gesellschaft zu Sankt Petersburg. Er beteiligte sich an der Arbeit der Gesellschaft, war Sekretär und Ratsmitglied und wurde zum Vorsitzenden der II. Abteilung gewählt.
Reder starb am 8. Dezember 1872 in St. Petersburg und wurde auf dem Smolensker Friedhof begraben.

## Ehrungen
- Russischer Orden der Heiligen Anna
- Orden des Heiligen Wladimir
- Sankt-Stanislaus-Orden